# Leif Asp
Leif Gunnar Asp, född 4 maj 1932 i Göteborg, död 17 april 1973 i Stockholm, var en svensk pianist.

## Biografi
Asp var klassiskt utbildad på Musikaliska akademin i Stockholm och gjorde sin konsertdebut 1958. Han framträdde även som jazzmusiker med egen trio och som  underhållare, bland annat med Povel Ramel och som husbandspianist i Hylands hörna.
Asp avled i en hjärtinfarkt 40 år gammal. Han är begravd på Råcksta begravningsplats.

## Diskografi
Svensk jazzdiskografi har noterat Leif Asp enligt följande:
- Leif Asp Trio: Leif Asp med Bengt ”Bengan” Wittström bas och Robert Edman trummor.

They didn't believe me / Fine and dandy, December 1952. Sonora 7693, Capr CAP22042
- Leif Asp med okänd basist och dito trumslagare:

Prelude to a kiss / Echo of a serenade
- Lägg till Åke Jelvings strings:

I wish I knew / Someone to watch over me, Mars 1958 HMV 7EGS87